# Canton de Vernon-Sud
Cet article possède un paronyme, voir Canton de Vernon (homonymie).
Le canton de Vernon-Sud est une ancienne division administrative française située dans le département de l'Eure et la région Haute-Normandie.

## Histoire
Le canton a été créé en 1982 en scindant en deux l'ancien canton de Vernon.
| Période | Période          | Identité          | Étiquette    | Qualité                                                             |
| ------- | ---------------- | ----------------- | ------------ | ------------------------------------------------------------------- |
| 1982    | 1993 (démission) | Jean-Claude Asphe | RPR          | Directeur commercial Député (1993-1997) Maire de Vernon (1989-2001) |
| 1993    | 2015             | Claude Lacout     | RPR puis UMP | Chirurgien-dentiste, adjoint au maire de Vernon (1983-2007)         |

## Composition
| Communes               | Population (2012) | Code postal | Code Insee |
| ---------------------- | ----------------- | ----------- | ---------- |
| Douains                | 465               | 27120       | 27203      |
| La Heunière            | 241               | 27950       | 27336      |
| Houlbec-Cocherel       | 1 188             | 27120       | 27343      |
| Mercey                 | 45                | 27950       | 27399      |
| Rouvray                | 166               | 27120       | 27501      |
| Saint-Vincent-des-Bois | 261               | 27950       | 27612      |
| Vernon                 | 24 056 (1)        | 27200       | 27681      |

(1) fraction de commune.

## Démographie
| 1990   | 1999   | 2006   | 2011   | 2012   |
| ------ | ------ | ------ | ------ | ------ |
| 18 218 | 18 646 | 18 441 | 19 101 | 18 499 |